# Улиханян, Гукас Ишханович
Гукас Ишханович Улиханян (арм. Ղուկաս Ուլիխանյան, 5 февраля 1970, Ереван) — армянский политический и общественный деятель.
- 1977—1987 — Окончил с серебряной медалью среднюю школу № 104 в городе Ереване.
- 1988—1993 — Ереванский медицинский институт, фармацевтический факультет. Провизор.
- 1991—1993 — Избран депутатом Мясникянского райсовета (г. Ереван).
- 1993—1996 — Директор ООО «Скорая помощь».
- 1996—1998 — Начальник отделения медснабжения военно-медицинского управления МО РА.
- 1998—1999 — Начальник военно-медицинского управления министерства обороны Армении.
- 1999—2003 — Избран депутатом парламента Армении. Член постоянной комиссии по социальным вопросам, здравоохранению и охраны природы
- С 2000 г. — Президент Армянской фармацевтической ассоциации.
- С 2012 г. — Советник министра здравоохранения Армении.
- Награждён медалью «За боевые заслуги» президентом РА и медалью «Храбрость» президентом непризнанной НКР.
- Кандидат фармацевтических наук, автор трех запатентованных изобретений и более десяти научных работ.
- Подполковник м/с.
- Женат, имеет троих детей